# Juan de Coloma
Juan de Coloma (Borja (Zaragoza), ¿1442? - ibidem, agosto de 1517) fue un político de la Corona de Aragón que logró ser uno de los hombres de confianza de Juan II el Grande y de su hijo Fernando II el Católico. Negoció con personalidades como Cristóbal Colón y Carlos VIII de Francia.

## Biografía

### Orígenes
Juan de Coloma nació en Borja en fecha desconocida (1442?) seguramente en una familia humilde aunque se desconoce el nombre de sus progenitores. 

### Reinado de Juan II
Se inició en la carrera eclesiástica, después pasó al servicio de la Corte aragonesa y llegó en 1462 a conseguir el puesto de secretario de máxima confianza del rey Juan II. Ese mismo año combatió en la batalla de Rubinat. Cuando el rey quedó ciego hacia el final de su vida, Juan de Coloma fue el encargado de firmar los documentos oficiales en su nombre. El rey Juan le otorgó, entre otros, el título de maestre racional del reino de Valencia. Por otra parte, con el dinero ganado, Coloma se compró un título nobiliario: la baronía de Alfajarín. Las últimas palabras de Juan II antes de morir en 1479 le fueron transmitidas a su hijo y sucesor Fernando II por Coloma, como atestigua una relación de los últimos momentos del monarca.

### Reinado de Fernando II

#### Desgracia (1479-1480)
Aunque al principio el nuevo rey, Fernando, mantuvo a Coloma en su cargo, poco después lo destituyó y en octubre de 1479 lo sometió a juicio por denuncias sobre su gestión. La Corona encarceló a Coloma en el castillo de Játiva y le confiscó el señorío de Alfajarín. Sin embargo, Coloma logró probar su inocencia y en la primavera de 1480 el rey lo volvió a admitir a su servicio.

#### De nuevo en la corte
En la corte de los Reyes Católicos desempeñó las funciones de secretario y de protonotario. A principios de la década de los 1490 era el alto funcionario que más documentos regios redactaba, tanto de la Corona de Aragón como de la de Castilla; entre otros destacan por su importancia histórica la real provisión de expulsión de los judíos (31 de marzo de 1492) y las capitulaciones de Santa Fe con Cristóbal Colón (17 de abril del mismo año). Trabajó mucho por el establecimiento de la Inquisición en España.
En la segunda mitad de 1492 dirigió las negociaciones diplomáticas con Francia por la devolución a Aragón de los condados de Rosellón y Cerdaña, que culminaron con la firma del Tratado de Barcelona de enero de 1493. En los meses siguientes se encargó de hacer efectivo el tratado, para lo cual tuvo que vencer la resistencia de los alcaides de algunas fortalezas a entregarlas a los españoles. En mayo de 1493 se produjo un incidente en Ponts de Molins en el que Coloma fue hecho preso por franceses pero su séquito montó un ataque rápidamente y consiguió liberarle. En el combate murió Baltasar de Tremps[¿quién?], al que Coloma rindió homenaje en su testamento.
Logró acumular una inmensa fortuna y propiedades, como el señorío de Elda, condado que más tarde recibirá su nieto. Se hizo construir un palacio en Zaragoza y fundó el monasterio de Nuestra Señora de Jerusalén en la misma ciudad. También se sabe que contribuyó a financiar el segundo viaje de Colón a las Indias. El historiador Rumeu de Armas afirma que "se distinguió además por su acendrado nepotismo" en favor de los hermanos Añón.
Firmó, el 2 de enero de 1492, día de la toma de Granada, un libro dedicado a Aragón. Fue robado de la biblioteca de la Seo en 1960. No pudo recuperarse y acabó exhibido en el Museo Británico.

### Muerte
A finales de su vida, Juan de Coloma se retiró a su ciudad natal de Borja. 
En su testamento del 7 de agosto de 1517, estipuló ser enterrado en una capilla del monasterio de Nuestra Señora de Jerusalén de Zaragoza, que él mismo había fundado. Murió a los pocos días y fue enterrado el 14 del mismo mes.

## Familia
Se casó dos veces. La primera, en 1479, con Isabel Díaz de Aux, hija del justicia mayor de Aragón Martín Díaz de Aux; no tuvieron hijos. La segunda boda fue en 1493 con María Pérez Calvillo, hija de los señores de Malón y Bisimbre y que tenía algunos antepasados judíos. Tuvieron un único hijo, Juan Francisco Pérez Calvillo de Coloma, que fue el heredero universal de la gran fortuna de sus padres. Además Juan de Coloma tuvo dos hijos ilegítimos: Juan Pedro de Coloma y María de Coloma, que ingresó en un convento.